# 羽生直剛
羽生 直剛（はにゅう なおたけ、1979年12月22日 - ）は、千葉県千葉市花見川区出身の元プロサッカー選手。現役時代のポジションはミッドフィールダー（MF）。元日本代表。現在はFC東京のクラブナビゲーターを務める。筑波大学卒業。

## 来歴

### プロ入り前
小学1年生の時にサッカーを始める。1992年まで千葉の強豪こてはし台サッカークラブで活動、当時地域の中心的チームで前年、全日本少年サッカー大会でも3位に入っていた千葉北FCに選手登録し出場している。当時、千葉北FCには村井慎二、山根伸泉らがいた。
1995年「（強豪の）習志野や市立船橋よりも、理論的なサッカーで試合に出るチャンスが高い」と千葉県立八千代高等学校への進学を選び、3年次に国体で3位入賞。第76回全国高等学校サッカー選手権大会千葉県予選決勝では自身を中心とするスピーディーなパスワークで前年度全国優勝の市立船橋を翻弄し 八千代高校14年ぶりの全国大会出場を決め、ベスト8に進出、準々決勝で中田浩二を擁する帝京高等学校に敗退した。
1998年、筑波大学に進学し、蹴球部でプロ入り後に通じるボールに絡みながらスペースで活きるプレースタイルを体得。自身と森島寛晃のプレースタイルを重ね合わせており、大学の卒業論文は「ルイ・コスタと森島寛晃と自分のプレーの違い」をテーマに書き上げた。同期には石川竜也、平川忠亮、鶴見智美らがいた。2001年、関東選抜として参加したデンソーカップのMVPに選出され、同年開催のユニバーシアード北京大会には全日本大学選抜として出場。決勝戦（対ウクライナ戦）での決勝点を含め、チーム最多タイとなる3得点を挙げた（巻誠一郎も同点）。自身は、大学選抜選出に至ってプロ入りを意識できたと語る。また、同年の関東大学リーグ1部でも、得点・アシスト共に上位に入り MVPに選出された。
尚、大学時代に、TV放送筋肉番付に出演して賞金100万円を獲得している。

### ジェフユナイテッド市原/ジェフユナイテッド市原・千葉
2002年に大学を卒業し、ジェフユナイテッド市原に入団。3月3日、開幕戦の対京都戦（市原臨海）で初出場を果たす。初得点は11月9日の対浦和戦（国立）。このシーズンは新人でありながら、リーグ戦とカップ戦を合わせて32試合に出場し、2得点を記録した。
2003年より千葉の監督に就いたイビチャ・オシムからは「羽生はそのポジションにもっといい選手がいても、どこかで使いたくなる選手だ」と評価され レギュラーに定着。2005年10月29日大分戦でJ1通算100試合出場を記録した。千葉では主にトップ下、1.5列目でのシャドーストライカーに配され、ダイナミックなフリーランニングで「考えて走るサッカー」の中核を担った。
2006年、オシムが日本代表監督に就任すると、代表合宿に招集され、8月16日のアジアカップ2007予選、対イエメン戦で国際Aマッチ初出場を果たした。翌2007年の本選にも代表メンバーとして参加。途中出場ながら効果的な飛び出しと鋭い突破でアクセントとなり 5試合に出場したが再三の決定機を決められず、3位決定戦の対韓国戦ではPK戦で失敗し敗退。日本代表は大会4位で終えた。このアジアカップを「自分のサッカー人生のどん底だった」とのちに回想している。

### FC東京
2008年、J1のFC東京へ完全移籍し、同年4月の東京ダービーで移籍後初ゴール。城福浩監督が推し進めるムービングフットボールの核として奮闘し、特にオフ・ザ・ボールの動きの質はチームメートから一目置かれていた。オシムの後任である岡田武史が率いる日本代表にも引き続き招集され、出場機会を得ていたが、4月の日本代表トレーニングキャンプを下腿三頭筋挫傷により辞退 したことが響き、これ以後、A代表には選出されていない。
2009年は、前年に続いてゲームキャプテンを任され、リーグ戦全試合に先発出場。チームトップの9アシストを記録する と同時に、ビルドアップへの加担や、味方が空けたスペースを埋めるなどのバランサーとしての役割を担った。
2010年にはボランチにも配されたがチームはJ2降格を喫し、大幅な減俸提示を受けた。しかし、翌2011年には千葉所属時以来となるトップ下に入ると、キーマンとして パスを繋ぐ中でのアクセントとしてリズムを作るなど 攻撃の核を担い、J1復帰に導く 活躍を見せた。2012年は序盤こそ先発出場を続けていたものの、足底筋膜炎による手術 など負傷が重なり プロ入り後初めての公式戦無得点に終わった。

### ヴァンフォーレ甲府
2013年、城福が率いるヴァンフォーレ甲府へ期限付き移籍。シーズン当初より先発出場を続けたが、前年の手術の影響も残る中J1第16節湘南戦で肉離れを起こし 戦線離脱。羽生不在の間にチームは守備的なシステムへと変更して調子を上向かせたこともあり、これ以降出場機会を激減させた。また、前年に続き公式戦無得点に終わった。
甲府では副将を務め、選手ミーティングを主導した他、城福と選手の間での橋渡し役を担い、厚い信頼を得ていた。慰留を受けていたものの、責任を取りたいという自身の希望により移籍期間を延長せずに退団。

### FC東京へ復帰
2014年、FC東京へ復帰。若手登用を進めるマッシモ・フィッカデンティ監督によって序盤はターンオーバーでの起用が続いたが、細やかなポジショニングと気の利いたプレーを見せ、途中投入の際には試合終盤の足が止まる時間帯に的確な判断でチームを後押し。「この歳（34歳）になって初めて守る楽しさが分かってきた」 と精緻な守備戦術にも順応し、シーズン半ばよりフィッカデンティからの信頼を確たるものとし インサイドハーフのポジションを奪取した。
2015年も、優れた戦術眼による好判断で守備戦術を機能させ、ゲームコントロールの一翼を担った。
東京在籍中には数度の監督交代を経験したが、その度に高い戦術理解度を発揮し チームを助けた。

### ジェフ千葉復帰
周囲からはFC東京残留を望まれていたが、安定した立場で引退を迎えるよりも選手としての挑戦を選び、2017年にジェフユナイテッド市原・千葉へ完全移籍。10年ぶりの復帰となり、副将を務めた。2018年1月5日、現役を引退することを発表された。

### 引退後
2018年1月、FC東京強化部スカウト担当に就任。
2020年1月23日、FC東京の新体制発表会で「クラブナビゲーター」就任が発表された。

## 人物
- 2008年3月28日に長女が誕生[63]。同月30日のJ1第3節京都戦で吉本一謙が先制点を挙げた際にFC東京のチームメートと「ゆりかごダンス」を行った[64][65]。これを受けて、2013年3月19日に次女が生まれた際には[66]、甲府のチームメートが得点時のゆりかごダンスを約束していたが[67][68]、同月30日のJ1第4節川崎戦で得点を挙げた平本一樹は、得点の喜びで約束を失念していた[68]。
- 2010年のワールドカップ南アフリカ大会で活躍したドイツ代表のメスト・エジルに顔が似ていると話題になった[69]。師のオシムも「プレーもハニューに似ている。ただし、身長はエジルの方が高いが」とコメントしている[70]。

## 所属クラブ
ユース経歴
- 1986年 - 1991年 こてはし台SC (千葉市立横戸小学校)[7][5]
- 1992年 - 1994年 千葉市立こてはし台中学校[7][5]
- 1995年 - 1997年 千葉県立八千代高等学校
- 1998年 - 2001年 筑波大学

プロ経歴
- 2002年 - 2007年  ジェフユナイテッド市原 / ジェフユナイテッド市原・千葉
- 2008年 - 2016年  FC東京
  - 2013年  ヴァンフォーレ甲府（期限付き移籍）
- 2017年  ジェフユナイテッド市原・千葉

## 個人成績
| 国内大会個人成績 | 国内大会個人成績 | 国内大会個人成績 | 国内大会個人成績 | 国内大会個人成績 | 国内大会個人成績 | 国内大会個人成績 | 国内大会個人成績 | 国内大会個人成績 | 国内大会個人成績 | 国内大会個人成績 | 国内大会個人成績 |
| 年度             | クラブ           | 背番号           | リーグ           | リーグ戦         | リーグ戦         | リーグ杯         | リーグ杯         | オープン杯       | オープン杯       | 期間通算         | 期間通算         |
| 年度             | クラブ           | 背番号           | リーグ           | 出場             | 得点             | 出場             | 得点             | 出場             | 得点             | 出場             | 得点             |
| 日本             | 日本             | 日本             | 日本             | リーグ戦         | リーグ戦         | リーグ杯         | リーグ杯         | 天皇杯           | 天皇杯           | 期間通算         | 期間通算         |
| ---------------- | ---------------- | ---------------- | ---------------- | ---------------- | ---------------- | ---------------- | ---------------- | ---------------- | ---------------- | ---------------- | ---------------- |
| 1999             | 筑波大           | 9                | -                | -                | -                | -                | -                | 1                | 0                | 1                | 0                |
| 2000             | 筑波大           |                  | -                | -                | -                | -                | -                | 2                | 0                | 2                | 0                |
| 2002             | 市原             | 22               | J1               | 23               | 2                | 5                | 0                | 4                | 0                | 32               | 2                |
| 2003             | 市原             | 22               | J1               | 25               | 6                | 2                | 0                | 3                | 1                | 30               | 7                |
| 2004             | 市原             | 22               | J1               | 25               | 1                | 6                | 0                | 0                | 0                | 31               | 1                |
| 2005             | 千葉             | 22               | J1               | 31               | 2                | 10               | 2                | 1                | 0                | 42               | 4                |
| 2006             | 千葉             | 22               | J1               | 32               | 7                | 9                | 2                | 1                | 0                | 42               | 9                |
| 2007             | 千葉             | 22               | J1               | 29               | 6                | 4                | 1                | 1                | 0                | 34               | 7                |
| 2008             | FC東京           | 22               | J1               | 27               | 1                | 4                | 0                | 4                | 0                | 35               | 1                |
| 2009             | FC東京           | 22               | J1               | 34               | 2                | 8                | 0                | 3                | 0                | 45               | 2                |
| 2010             | FC東京           | 22               | J1               | 25               | 2                | 7                | 0                | 2                | 0                | 34               | 2                |
| 2011             | FC東京           | 22               | J2               | 37               | 5                | -                | -                | 5                | 0                | 42               | 5                |
| 2012             | FC東京           | 22               | J1               | 13               | 0                | 1                | 0                | 1                | 0                | 15               | 0                |
| 2013             | 甲府             | 22               | J1               | 20               | 0                | 2                | 0                | 3                | 0                | 25               | 0                |
| 2014             | FC東京           | 22               | J1               | 21               | 0                | 4                | 0                | 2                | 0                | 27               | 0                |
| 2015             | FC東京           | 22               | J1               | 25               | 0                | 6                | 0                | 1                | 0                | 32               | 0                |
| 2016             | FC東京           | 22               | J1               | 14               | 0                | 2                | 0                | 1                | 0                | 17               | 0                |
| 2017             | 千葉             | 22               | J2               | 8                | 0                | -                | -                | 1                | 0                | 9                | 0                |
| 通算             | 日本             | 日本             | J1               | 344              | 29               | 70               | 5                | 27               | 1                | 441              | 35               |
| 通算             | 日本             | 日本             | J2               | 45               | 5                | -                | -                | 6                | 0                | 51               | 5                |
| 通算             | 日本             | 日本             | 他               | -                | -                | -                | -                | 3                | 0                | 3                | 0                |
| 総通算           | 総通算           | 総通算           | 総通算           | 389              | 34               | 70               | 5                | 36               | 1                | 495              | 40               |

その他の公式戦
- 2012年
  - スーパーカップ 1試合0得点

| 国際大会個人成績 | 国際大会個人成績 | 国際大会個人成績 | 国際大会個人成績 | 国際大会個人成績 |
| 年度             | クラブ           | 背番号           | 出場             | 得点             |
| AFC              | AFC              | AFC              | ACL              | ACL              |
| ---------------- | ---------------- | ---------------- | ---------------- | ---------------- |
| 2012             | FC東京           | 22               | 4                | 0                |
| 2016             | FC東京           | 22               | 4                | 0                |
| 通算             | AFC              | AFC              | 8                | 0                |

その他の国際公式戦
- 2006年
  - A3チャンピオンズカップ 3試合1得点
- 2010年
  - スルガ銀行チャンピオンシップ 1試合0得点
- 2016年
  - AFCチャンピオンズリーグ2016・プレーオフ 1試合0得点

出場歴
- 2002年03月03日：Jリーグ初出場 - J1 1st第1節 vs京都サンガF.C. (市原)
- 2002年11月09日：Jリーグ初得点 - J1 2nd第12節 vs浦和レッドダイヤモンズ (国立）
- 2005年10月29日：J1・100試合出場 - J1第29節 vs大分トリニータ (大分)
- 2009年04月29日：J1・200試合出場 - J1第08節 vsガンバ大阪 (万博)
- 2014年10月05日：J1・300試合出場 - J1第27節 vsベガルタ仙台 (ユアスタ)[71]

## 代表・選抜歴
- 2006年08月16日：国際Aマッチ初出場 - アジアカップ最終予選 第2戦 vsイエメン代表 (新潟)

### 出場大会など
- 国民体育大会千葉県選抜
  - 1997年 - 第52回国民体育大会 (3位)
- ユニバーシアード代表
  - 2001年 - ユニバーシアード北京大会 (優勝)
- 日本代表
  - 2004年 - AFCアジアカップ2004予備登録
  - 2006年 - AFCアジアカップ2007 (予選)
  - 2007年 - AFCアジアカップ2007 (4位)
  - 2008年 - 東アジアサッカー選手権2008 (準優勝)、2010 FIFAワールドカップ・アジア予選

### 試合数
- 国際Aマッチ 17試合 0得点 (2006年 - 2008年 )

| 日本代表 | 国際Aマッチ | 国際Aマッチ |
| 年       | 出場        | 得点        |
| -------- | ----------- | ----------- |
| 2006     | 5           | 0           |
| 2007     | 7           | 0           |
| 2008     | 5           | 0           |
| 通算     | 17          | 0           |

### 出場
| No. | 開催日         | 開催都市   | スタジアム                 | 対戦相手                 | 結果        | 監督             | 大会                   |
| --- | -------------- | ---------- | -------------------------- | ------------------------ | ----------- | ---------------- | ---------------------- |
| 1.  | 2006年08月16日 | 新潟県     | 新潟スタジアム             | イエメン                 | ○2-0        | イビチャ・オシム | アジアカップ予選       |
| 2.  | 2006年09月03日 | ジッダ     |                            | サウジアラビア           | ●0-1        | イビチャ・オシム | アジアカップ予選       |
| 3.  | 2006年09月06日 | サヌア     |                            | イエメン                 | ○1-0        | イビチャ・オシム | アジアカップ予選       |
| 4.  | 2006年10月04日 | 神奈川県   | 横浜国際総合競技場         | ガーナ                   | ●0-1        | イビチャ・オシム | キリンチャレンジカップ |
| 5.  | 2006年11月15日 | 北海道     | 札幌ドーム                 | サウジアラビア           | ○3-1        | イビチャ・オシム | アジアカップ予選       |
| 6.  | 2007年03月24日 | 神奈川県   | 横浜国際総合競技場         | ペルー                   | ○2-0        | イビチャ・オシム | キリンチャレンジカップ |
| 7.  | 2007年06月05日 | 埼玉県     | 埼玉スタジアム2002         | コロンビア               | △0-0        | イビチャ・オシム | キリンカップ           |
| 8.  | 2007年07月09日 | ハノイ     |                            | カタール                 | △1-1        | イビチャ・オシム | アジアカップ           |
| 9.  | 2007年07月13日 | ハノイ     |                            | アラブ首長国連邦         | ○3-1        | イビチャ・オシム | アジアカップ           |
| 10. | 2007年07月16日 | ハノイ     |                            | ベトナム                 | ○4-1        | イビチャ・オシム | アジアカップ           |
| 11. | 2007年07月25日 | ハノイ     |                            | サウジアラビア           | ●2-3        | イビチャ・オシム | アジアカップ           |
| 12. | 2007年07月28日 | パレンバン |                            | 韓国                     | △0-0(PK5-6) | イビチャ・オシム | アジアカップ           |
| 13. | 2008年01月26日 | 東京都     | 国立霞ヶ丘競技場陸上競技場 | チリ                     | △0-0        | 岡田武史         | キリンチャレンジカップ |
| 14. | 2008年01月30日 | 東京都     | 国立霞ヶ丘競技場陸上競技場 | ボスニア・ヘルツェゴビナ | ○3-0        | 岡田武史         | キリンチャレンジカップ |
| 15. | 2008年02月06日 | 埼玉県     | 埼玉スタジアム2002         | タイ                     | ○4-1        | 岡田武史         | ワールドカップ予選     |
| 16. | 2008年02月17日 | 重慶       |                            | 北朝鮮                   | △1-1        | 岡田武史         | 東アジア選手権         |
| 17. | 2008年02月20日 | 重慶       |                            | 中華人民共和国           | ○1-0        | 岡田武史         | 東アジア選手権         |

## タイトル
筑波大学
- 関東大学サッカーリーグ戦 (1999年、2000年)

ユニバーシアード日本代表
- ユニバーシアードサッカー競技 (2001年)

ジェフユナイテッド市原・千葉
- Jリーグカップ (2005年、2006年)

FC東京
- Jリーグカップ (2009年)
- スルガ銀行チャンピオンシップ (2010年)
- Jリーグ ディビジョン2 (2011年)
- 天皇杯全日本サッカー選手権大会 (2011年)

### 個人
- 国民体育大会 優秀選手 (1997年[5])
- 全国高等学校サッカー選手権大会 優秀選手 (1997年[5])
- 関東大学サッカーリーグ戦 ベスト11 (2000年[5]、2001年[5])
- 関東大学サッカーリーグ戦 MVP (2001年[5])
- 全日本大学サッカー選手権大会 ベストMF (2000年)
- デンソーカップMVP (2001年[9])
- Jリーグ功労選手賞 (2018年)